# Хощевка (Млавський повіт)
Хощевка (пол. Choszczewka) — село в Польщі, у гміні Дзежґово Млавського повіту Мазовецького воєводства.
Населення — 71 особа (2011).
У 1975-1998 роках село належало до Цехановського воєводства.

## Демографія
Демографічна структура станом на 31 березня 2011 року:
|          | Загалом | Допрацездатний вік | Працездатний вік | Постпрацездатний вік |
| -------- | ------- | ------------------ | ---------------- | -------------------- |
| Чоловіки | 29      | 7                  | 18               | 4                    |
| Жінки    | 42      | 20                 | 15               | 7                    |
| Разом    | 71      | 27                 | 33               | 11                   |